# Josef Braun
Josef Braun (11. července 1864, Kutná Hora – 28. srpna 1891, Kutná Hora) byl český učitel, spisovatel a badatel.

## Život
V rodném městě absolvoval pět tříd reálky a učitelský ústav. Učit začal ve Vídni na soukromé české škole spolku „Komenského“, po třech letech odešel z Vídně učit do Buštěhradu. Vedle četby a archivních studií na něj zapůsobil starobylý ráz Kutné Hory, z jejíž dějin v archivech nejčastěji čerpal. Své vědomosti si rozšířil studiem ve vídeňské dvorní knihovně. Přispíval do různých časopisů a napsal celou řadu historických povídek. Podepisoval se také Braun Kutnohorský. Zemřel mladý a velká část jeho prací vyšla posmrtně. V roce 1890 redigoval a obšírným životopisem doplnil posmrtné vydání sebraných spisů Václava Beneše Třebízského. Pohřben byl v Kutné Hoře na Městském hřbitově..

## Hlavní práce
- Kutnohorský kat (1882)
- Čtvero obrázků starohorských (1886)
- Z paměti krevních písařů (1886)
- Zašlými věky (1890)
- Vácslav Beneš-Třebízský (1890)
- Chudý bohatec (1891)
- Mezi vyhnanci (1891)
- Z dob poddanství (1893)
- Ze zlých a dobrých časů (1893)
- Hořanští synové (1893)
- Dvě historické povídky (1894)
- Vítův robec (1894)
- V cizím područenství (1913)